# Bossini

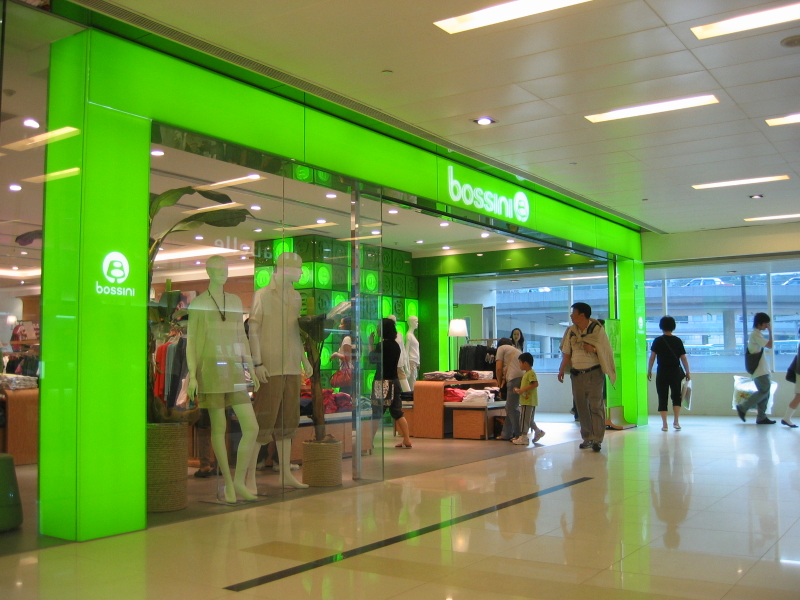
Магазин Bossini в Гонконге

Bossini International Holdings (堡獅龍國際集團有限公司) — крупный дистрибьютер и розничный продавец одежды, штаб-квартира расположена в Гонконге, официально зарегистрирован на Багамах. Компания основана в 1987 году, с 1993 года котируется на Гонконгской фондовой бирже, владеет одним из самых популярных международных брендов повседневной одежды (женской, мужской и детской) — Bossini. 
Bossini International Holdings управляет около 1,5 тыс. магазинов (как собственных, так и открытых по франшизе) в Китае (более 770-и), Гонконге, Макао, Тайване, Сингапуре, Малайзии, Вьетнаме, Филиппинах, Индонезии, Таиланде, Камбодже, Мьянме, Индии, Непале, Иране, Ираке, ОАЭ, Омане, Катаре, Бахрейне, Кувейте, Саудовской Аравии, Иордании, Сирии, Ливане, Египте, Ливии, Марокко, Кипре, Мальте, Румынии, России, Армении, Монголии, Реюньоне, Доминиканской республике и Венесуэле. 
В марте 2015 года неизвестные преступники ограбили особняк основателя Bossini миллиардера Лау Тинпона, похитили его внучку Куини Розиту Лау и после получения выкупа отпустили её.   